# Outside the Law
Outside the Law (bra: Fora da Lei) é um filme policial dos Estados Unidos de 1920, dirigido por Tod Browning e estrelado por Lon Chaney. Browning iria refazer o filme em 1930. Foi o segundo filme em que Tod Browning trabalhou com Lon Chaney.

## Elenco
- Priscilla Dean - Molly Madden (Silky Moll)
- Wheeler Oakman - Dapper Bill Ballard
- Lon Chaney - Black Mike Sylva
- Ralph Lewis - Silent Madden
- E. Alyn Warren - Chang Lo
- Stanley Goethals
- Melbourne MacDowell - Morgan Spencer
- Wilton Taylor - Inspetor
- John George - Humpy (não creditado)
- Anna May Wong - Garota chinesa (não creditada)